# Monguí
Monguí è un comune della Colombia facente parte del dipartimento di Boyacá.
Il centro abitato venne fondato da Gonzalo Domínguez Medellín e José Camero de los Reyes nel 1555, mentre l'istituzione del comune è del 1636.
Il Comune confina a nord con Tópaga e Gámeza, a est con Mongua, a sud e a ovest con Sogamoso.

## Economia
Le principali attività economiche di Monguí sono l'industria, l'allevamento e il settore minerario. Nel municipio si è sviluppata l'industria di diversi prodotti come pneumatici, guanti di lattice e palloni cuciti ed il procedimento di lattiero-caseari e della carne. Il settore minerario è incentrato sull'estrazione del carbone. Anche il turismo riveste un ruolo importante nell'economia, con un consistente sviluppo alberghiero.

Piazza Centrale di Monguí

Uno scorcio di Monguí